# Maria Paola Colombo Svevo
Pour les articles homonymes, voir Svevo.
Maria Paola Colombo Svevo, née le 21 janvier 1942 à Rho et morte le 19 avril 2010 à Monza, est une femme politique italienne.
Membre de la Démocratie chrétienne et du Parti populaire italien, elle siège au Sénat italien de 1983 à 1987 et de 1991 à 1994 ainsi qu'au Parlement européen de 1994 à 1999. 